# Област Јазу
Област Јазу (јап. 八頭郡) "Yazu-gun" је област у префектури Тотори, Јапан.
По попису из 2003. године, област је бројала 48.540 становника са густином насељености  од 55,43 становника по км². Укупна површина је 875,74 km².

## Вароши и села
- Чизу
- Вакаса
- Јазу

## Спајања
- 1. новембра 2004. године, вароши Кавахара и Мочигасе и село Саји спојена у граду Тотори.
- 31. марта 2005. године, вароши Коге, Фунаока и Хато спојиле су се и формирле нову варош Јазу.